# Frederikssund
Frederikssund es una ciudad de Dinamarca, capital del municipio homónimo. Cuenta con 15.865 habitantes en 2015. Es una ciudad portuaria ubicada en la orilla oriental del fiordo de Roskilde, en la isla de Selandia.

## Historia
Donde se asienta Frederikssund había una zona que servía como sitio de cruce del fiordo de Roskilde mediante embarcaciones. En 1578 el rey Federico II otorgó el derecho a los comerciantes de la vecina ciudad de Slangerup a utilizar la zona como sitio de embarque de sus productos y de vertedero de desechos.
El nombre de Frederikssund significa "estrecho de Federico", en honor de Federico III, quien le otorgó privilegios comerciales y estableció una aduana. Poco a poco Frederikssund comenzó a competir con su ciudad madre. En 1744 se independizó de la parroquia de Slangerup.  